# SN 1997ch
SN 1997ch – supernowa odkryta 29 kwietnia 1997 roku w galaktyce A123728+6206. W momencie odkrycia miała maksymalną jasność 23,50m.